# Canton d'Offemont
Le canton d'Offemont est une ancienne division administrative française, située dans le département du Territoire de Belfort et la région Franche-Comté.

## Histoire
Le canton est créé en 1984, en détachant trois communes du canton de Valdoie (Offemont, Roppe et Vétrigne) et une commune du canton de Giromagny (Éloie).

## Composition
Le canton d'Offemont groupait 4 communes :
| Nom                  | Code Insee | Intercommunalité | Superficie (km2) | Population (dernière pop. légale) | Densité (hab./km2) |
| -------------------- | ---------- | ---------------- | ---------------- | --------------------------------- | ------------------ |
| Offemont (chef-lieu) | 90075      | CA Grand Belfort | 5,55             | 3 690 (2014)                      | 665                |
| Éloie                | 90037      | CA Grand Belfort | 5,55             | 964 (2014)                        | 174                |
| Roppe                | 90087      | CA Grand Belfort | 7,43             | 969 (2014)                        | 130                |
| Vétrigne             | 90103      | CA Grand Belfort | 2,46             | 631 (2014)                        | 257                |

## Administration
| Période | Période | Identité             | Étiquette    | Qualité                                                                                      |
| ------- | ------- | -------------------- | ------------ | -------------------------------------------------------------------------------------------- |
| 1985    | 1992    | Paul Kiffel          | PS           | Maire de Valdoie (1971-1977) Ancien conseiller général du canton de Valdoie (1967-1985)      |
| 1992    | 1998    | Claude Mougenot      | RPR          | Conseiller municipal d'Offemont                                                              |
| 1998    | 2004    | Françoise Bouvier    | MDC puis MRC | Maître de conférences Maire d'Offemont (1995-2014)                                           |
| 2004    | 2011    | Michel Reiniche      | PS           | Inspecteur de l'éducation nationale, Etueffont Vice-président du conseil général (2004-2011) |
| 2011    | 2015    | Dominique Retailleau | PS           | Ingénieur Premier adjoint au Maire d'Offemont                                                |

## Démographie
| 1990  | 1999  | 2006  | 2011  | 2012  |
| ----- | ----- | ----- | ----- | ----- |
| 6 226 | 5 929 | 5 553 | 5 961 | 6 045 |